# Předseda vlády Černé Hory
Předseda vlády Černé Hory (černohorsky: Predśednik Vlade Crne Gore / Предс́едник Владе Црне Горе) je hlava vlády Černé Hory. Funkce vznikla v roce 1879 v době Černohorského knížectví.
Od října 2023 je premiérem Černé Hory Milojko Spajić z centristické strany Europe Now!